# Hoher Dachstein
Hoher Dachstein (tiếng Đức: [ˈhoːɐ ˈdaxʃtaɪn]) là một khối núi đá vôi chắc chắn ở Áo và là ngọn núi cao thứ hai trong dãy Alps đá vôi Phía Bắc. Nó nằm tại ranh giới giữa hai bang Thượng Áo và Styria, miền trung nước Áo đồng thời cũng là điểm cao nhất tại hai bang này. Các phần của khối núi cũng nằm ở bang Salzburg nên nó còn được gọi là Drei-Länder-Berg (núi ba bang). Khối núi Dachstein có diện tích khoảng 20 × 30 km với hàng chục đỉnh cao trên 2.500 mét, trong đó cao nhất là ở các khu vực phía nam và tây nam. Nhìn từ phía bắc, khối núi Dachstein bị chi phối bởi các sông băng với các đỉnh đá nhô cao. Ngược lại, về phía nam, khối núi giảm độ cao gần như thẳng đứng xuống đáy thung lũng.